# Zwergstrauchheide

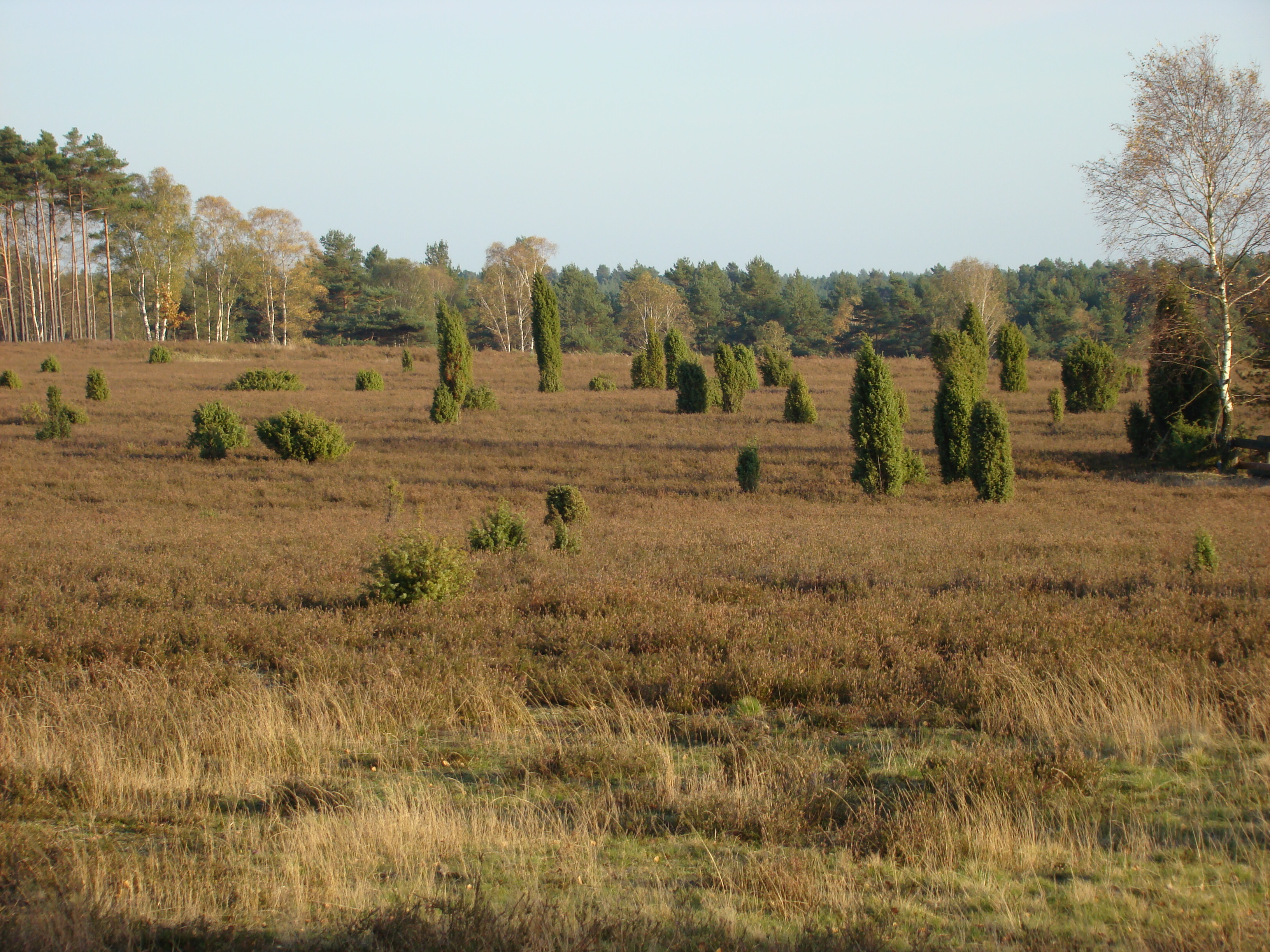
Wacholderheide im NSG Heiden und Magerrasen in der Südheide

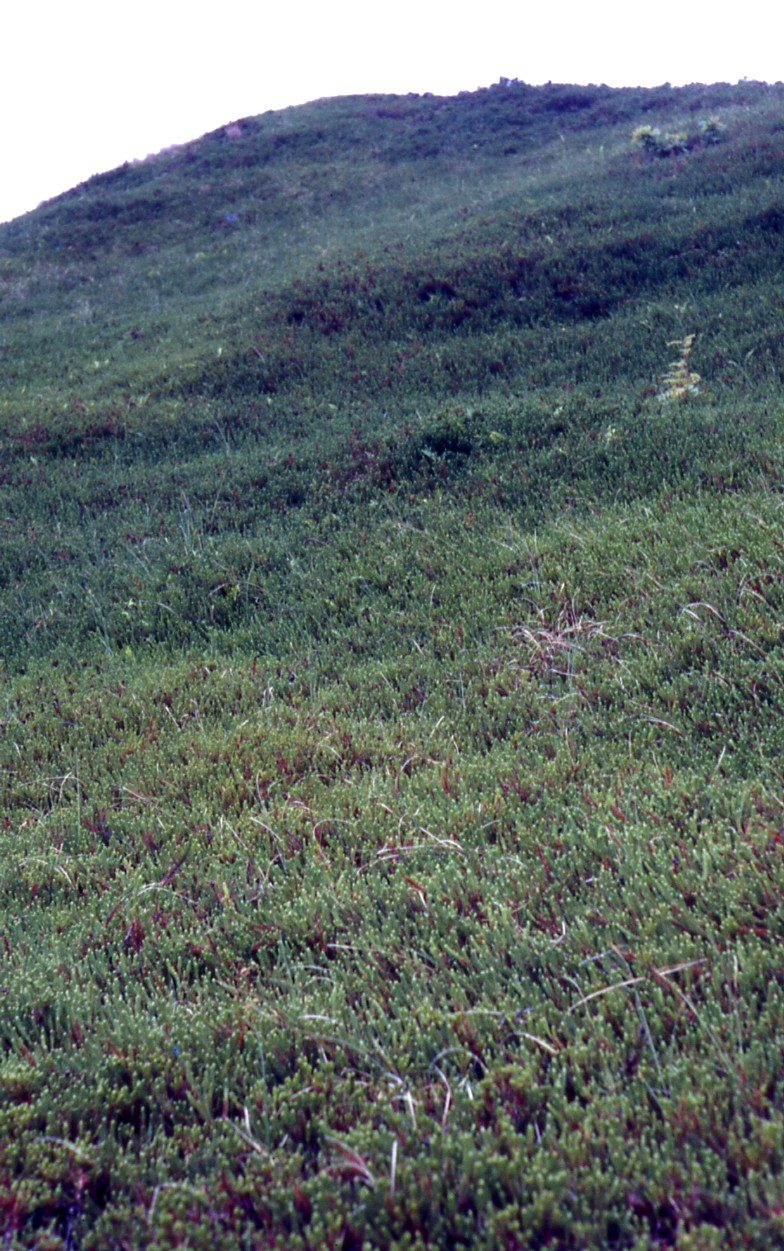
Krähenbeerheide auf der Nordseeinsel Spiekeroog

Als Zwergstrauchheide wird ein Vegetationstyp bezeichnet, in dem Zwergsträucher aus der Familie der Heidekrautgewächse vorherrschen. Wenn zusätzlich auch noch Wacholderbestände in dem Gebiet wachsen, spricht man manchmal von Wacholderheide. Als Wacholderheiden werden allerdings auch wacholderreiche Kalkmagerrasen in Süddeutschland bezeichnet (der Wacholder ist bodenvag und kommt als Weideunkraut auf sauren und basischen Böden gleichermaßen vor).
Auch die Tundren der polaren Klimate sind häufig Zwergstrauchheiden.

## Vegetationsgliederung
Gemeinsam mit den Borstgrasrasen bilden die Zwergstrauchheiden die Klasse Nardo-Callunetea im pflanzensoziologischen System. Heiden und Borstgrasrasen wachsen beide auf sauren bis stark sauren Böden und sind in der Regel durch extensive Beweidung entstanden; deshalb sind sie in der Artenzusammensetzung ähnlich und treten häufig nebeneinander oder miteinander verzahnt auf. Die „echten“ Zwergstrauchheiden bilden die Ordnung Vaccinio-Genistetalia (nach anderen Autoren auch Genisto-Callunetalia). Heiden sind artenarme Gesellschaften, die meisten in ihnen wachsenden Pflanzenarten kommen auch in anderen Vegetationsbeständen stark saurer Böden vor. Deshalb ist ihre Gliederung nach dem pflanzensoziologischen System, das auf Charakterarten aufbaut, schwierig. Weil sie aber vom Landschaftseindruck her leicht kenntlich und hoch charakteristisch sind, wurde ihre Eigenständigkeit nie bestritten.

### Calluna-Heiden
Auf trockenen Sandböden ist in der Regel die Besenheide (Calluna vulgaris) die bestandsprägende und charakteristische Art. Wie die Art selbst ist die Vegetationsform vor allem in Meeresnähe (im atlantischen Klima) verbreitet. Calluna-Heiden treten in West- und Nordwesteuropa in einem weiten Gürtel von den meernahen Gebirgen Portugals über Westfrankreich, Irland, England bis nach Dänemark und Norwegen auf, allerdings meist nicht weit vom Meereseinfluss entfernt. Im Binnenland existieren Calluna-Heiden kleinflächig, vor allem auf waldfreien, höheren Berggipfeln, die mehr Regen als ihr Umland abbekommen und dadurch „atlantischer“ sind. Viele Bestände weisen außer dem aspektbeherrschenden Heidekraut kaum weitere Arten auf, verbreitet sind einige säureertragende Grasarten, z. B. Rotes Straußgras (Agrostis capillaris) oder Draht-Schmiele (Deschampsia flexuosa). Oft sind sie reich an Moosen und Flechten, z. B. der Gattung Cladonia. Die weit verbreitete Besenheide selbst prägt diese Vegetationsform zwar fast vollständig, ist aber aufgrund ihrer weiten Verbreitung nicht als Charakterart geeignet. Zu diesem Zweck werden einige Ginsterarten verwendet, vor allem Deutscher Ginster (Genista germanica) und Englischer Ginster (Genista anglica). Diese sind aber überall selten und treten überhaupt nur im Westen auf. Der wissenschaftliche Name für die Assoziation, „Genisto-Callunetum“, führt also etwas in die Irre. Nach zwei anderen Ginsterarten, Sommerginster (Cytisus nigricans) und Kopf-Zwergginster (Chamaecytisus supinus), werden die seltenen und kleinflächigen Heiden Süddeutschlands „Cytiso-Callunetum“ genannt. Häufigste Ginsterart der Zwergstrauchheiden ist der Besenginster (Cytisus scoparius). Dieser kommt vor allem in Heiden der westlichen Mittelgebirge, z. B. des Sauerlands, zur Vorherrschaft, fehlt aber den Heiden des Norddeutschen Flachlands. Besenginsterheiden gelten allgemein als Brache- und Degenerationsstadium von Calluna-Heiden, die erst aufkommen, wenn sie nicht mehr beweidet werden.

### Erica-Heiden
Auf nassen oder feuchten Standorten kommen Heiden mit Glockenheide (Erica tetralix) vor, oft in nassen Mulden innerhalb der Calluna-Heiden, aber auch natürlicherweise auf den trockeneren Randhängen („Lagg“) von Hochmooren, heute großflächiger auf teilentwässerten Mooren, man spricht deshalb auch von Moorheiden. Oberdorfer stellt die Erica-Heiden deshalb zu den Hochmoor-Torfmoosgesellschaften (der Klasse Oxycocco-Sphagnetea). Kennzeichnende und namensgebende Art der „Glockenheide-Nassheide“, des Ericetum tetralicis, ist die Glockenheide selbst, Calluna vulgaris, das Heidekraut, ist aber in dieser Gesellschaft ebenfalls verbreitet und häufig. Begleitet werden diese Arten von einer Reihe seltener, nässeliebender Pflanzenarten wie Sparrige Binse (Juncus squarrosus), Beinbrech (Narthecium ossifragum), oder Rasenbinse (Trichophorum cespitosum).

### Krähenbeer-Heiden
Im Küstenbereich und auf den Nordseeinseln, vorwiegend an windreichen Stellen auf festgelegten Sanddünen, findet man die Krähenbeerheide, die ihren Namen von der hier stark verbreiteten Krähenbeere (Empetrum nigrum) hat. Sie gehört ebenfalls zu den Zwergstrauchheiden. Krähenbeerheiden haben ihren Verbreitungsschwerpunkt in Nordeuropa und kommen in Mitteleuropa nur ausstrahlend vor. Ihre Artenzusammensetzung ähnelt stark der der anderen Heidegesellschaften, zusätzlich kommen viele Arten der Dünen vor. Ein charakteristischer Begleiter an der Nordseeküste ist die Kriech-Weide (Salix repens).
Heideähnliche Vegetation mit Krähenbeere kommt auch im Hochgebirge oberhalb der alpinen Waldgrenze, und hier ebenfalls vor allem auf windexponierten Kuppen, vor. Diese Krähenbeerheiden des Hochgebirges bildet allerdings eine andere Krähenbeerenart, Empetrum hermaphroditicum. Die anderen vorkommenden Pflanzenarten unterscheiden sich völlig von den Krähenbeerenheiden im Küstenland. Charakteristischer Begleiter ist etwa der Zwergwacholder (Juniperus communis var. saxatilis).

### Zwergstrauchheiden des Berglands
Im Bergland werden die Zwergstrauchheiden neben der auch hier häufigen Besenheide meist von Vaccinium-Arten wie Heidelbeere (Vaccinium myrtillus) und Preiselbeere (V. vitis-idaea) dominiert. Verbreitete Begleiter wie Borstgras (Nardus stricta) und Blutwurz (Potentilla erecta) zeigen den Übergang zu den Borstgrasrasen, mit denen sie fast immer eng verzahnt sind. Auch vegetationskundlich werden diese Bergheiden meist an die Borstgrasrasen angeschlossen. Heute sind Bergheiden noch seltener geworden als die Heiden des Flachlands, die letzten Bestände liegen meist im Bereich von Skipisten.

## Entstehung und Standortverhältnisse
Die Zwergstrauchheiden entstanden früher auf großen Flächen durch die kontinuierliche Beweidung z. B. durch Schafe auf nährstoffarmen, bodensauren Standorten. Vorangegangen waren ihnen Wälder, entweder arme Buchenwälder bzw. Buchen-Eichenwälder oder besonders häufig die extrem nährstoffarmen Birken-Eichenwälder. Die Beweidung war sicherlich für die Entstehung der Heiden aus Wäldern der entscheidende Faktor. Daneben wurden aber auch große Flächen zur Holznutzung gerodet. Für die Lüneburger Heide wird u. a. der immense Brennholzbedarf der Saline Lüneburg verantwortlich gemacht. Bei der norddeutschen Heidewirtschaft hatte sich ein jahrhundertelang eingespieltes Wirtschaftssystem ausgebildet. Für kontinuierliche Ackernutzung sind ihre Böden eigentlich zu arm, wenn der Humusvorrat des Walds erst verbraucht ist. Deshalb wurden die Heiden in regelmäßigen Abständen „abgeplaggt“, d. h. die Vegetation mitsamt Humusschicht abgetragen und auf die viel kleineren Äcker (den „Esch“) als Dünger aufgetragen. Außerdem wurde zur Erhaltung der Weide die Heide regelmäßig abgebrannt. Durch diese nicht nachhaltige Nutzung (Raubbau) sind die klassischen Heiden extrem an Nährstoffen verarmt.
Die Folge war häufig eine Podsolierung der Böden. Echte Podsole sind meist unter Heide entstanden. Findet man sie unter Wäldern, deutet dies auf ein vorangegangenes Heidestadium hin. Auf aufgeforsteten oder durch spontane Wiederbewaldung baumbestandenen ehemaligen Heiden können sich die Bodenverhältnisse wieder verbessern.

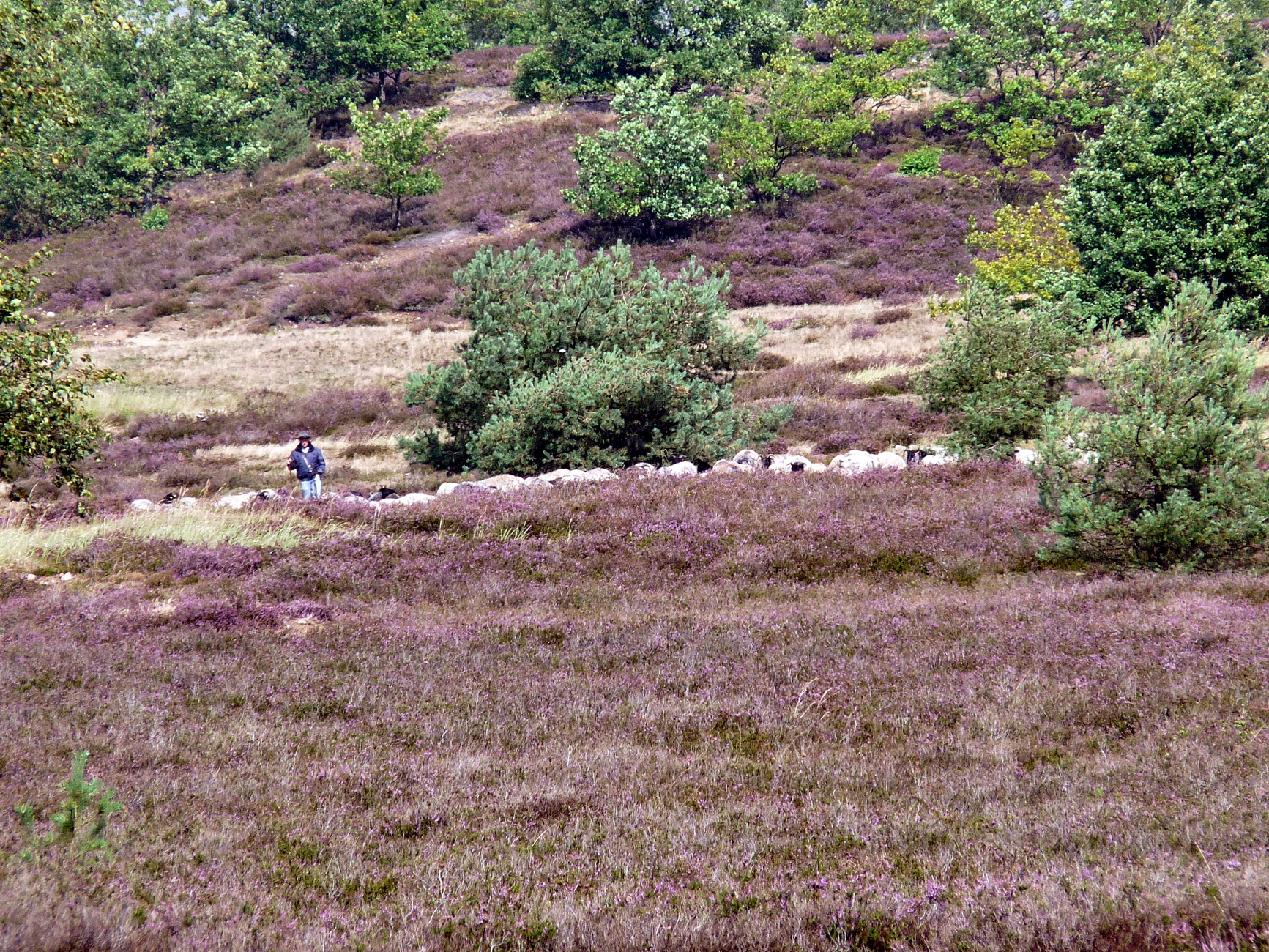
Heidelandschaft, entstanden infolge intensiver militärischer Nutzung, bei Gardelegen

Vor allem unter bodennassen Heiden auf Sand bildet sich der Podsol unter Heide teilweise so extrem aus, dass sich in einigen Dezimeter Tiefe eine steinharte, von Eisen rotbraun gefärbte Ortstein-Schicht ausbilden kann. Diese ist im Mittelalter vielerorts als Eisenerz abgebaut worden („Sumpferz“). Bei der Kultivierung der Heiden war es vielfach nötig, sie aufwändig aufzubrechen.
Viele große Zwergstrauchheideflächen, so etwa die Colbitz-Letzlinger Heide, sind auch infolge der Vernichtung ehemaliger Wälder durch intensive militärischen Nutzung entstanden. Die Ausbreitung der Vegetationsgesellschaft der Trockenrasen und Heiden wurde hier hauptsächlich auch durch häufige Brände gefördert.

## Fauna
Zwergstrauchheiden haben eine meist nicht besonders artenreiche, aber hoch charakteristische Fauna mit zahlreichen spezialisierten Arten, die durch den Rückgang der Heiden heute teilweise vom Aussterben bedroht sind. Besonders charakteristisch sind die Vogelarten Heidelerche und Birkhuhn. Flade nennt als Leitarten außerdem Steinschmätzer, Neuntöter, Schwarzkehlchen, Brachpieper, Ziegenmelker, Raubwürger, sämtlich heute Rote-Liste-Arten.
Heiden dienen auch vielen wirbellosen Tierarten als Lebensraum, wie z. B. Heideschrecke (Gampsocleis glabra), den Laufkäfern Bradycellus ruficollis und Trichocellus cognatus, den Wanzen Nabis ericetorum und Eremecoris desertus, dem Heideblattkäfer (Lochmaea suturalis, Chrysomelidae), der Heidekraut-Sandbiene (Andrena fuscipes), der Heidekraut-Seidenbiene (Colletes succinctus) und sehr vielen anderen. Viele Arten sind auf die Besenheide als Lebensraum oder Nahrungspflanze hoch spezialisiert.

## Bestand und Bedrohung, Naturschutz

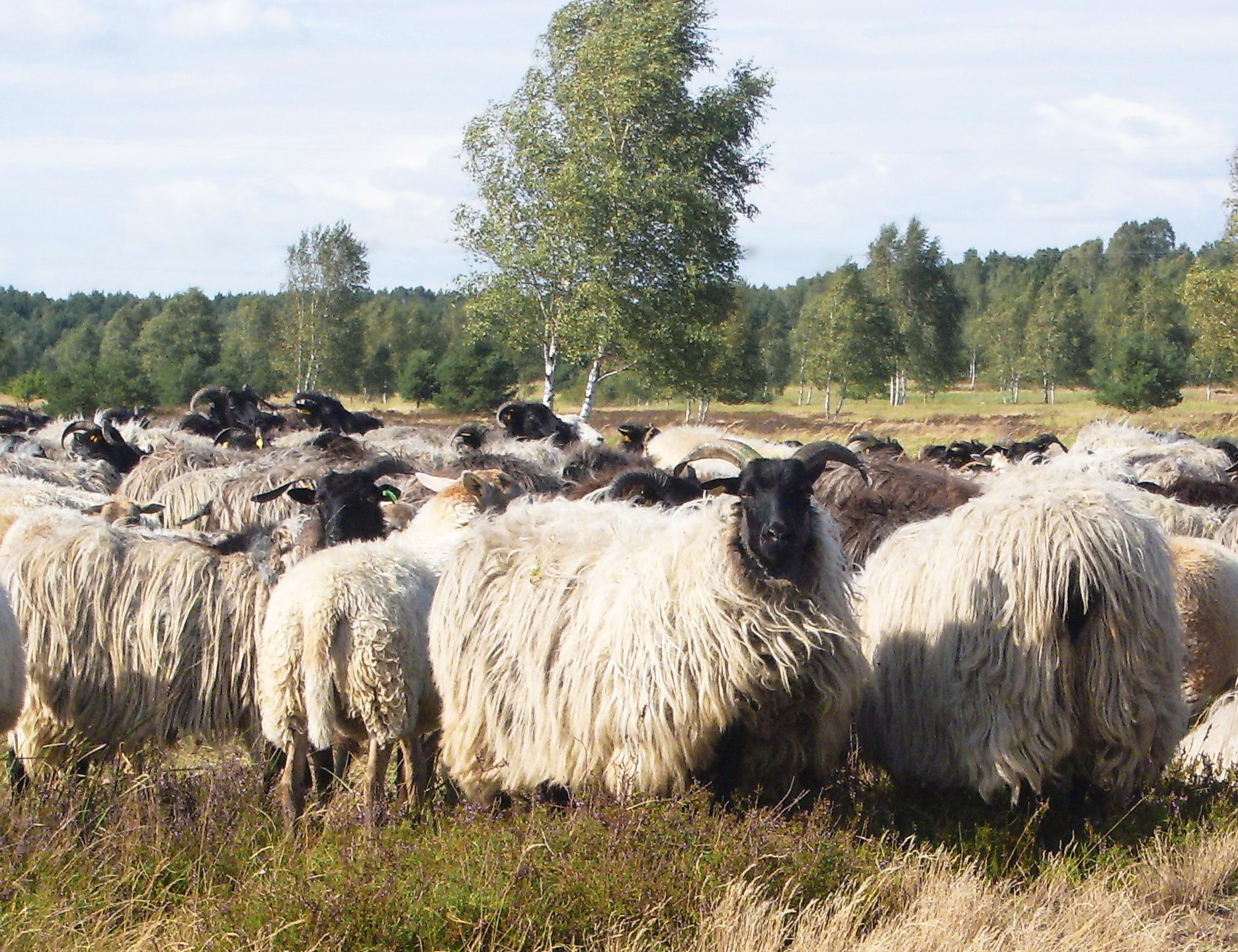
Heidepflege mit Heidschnucken in der Heidelandschaft an den Kellerbergen bei Gardelegen

Wegen der Aufgabe der Landnutzung, durch Aufforstung, intensive Düngung und Nutzung als Weide- oder Ackerland sind viele Heideflächen inzwischen verschwunden. Die jahrhunderte- bis jahrtausendelange traditionelle Nutzung (typische Heideböden sind seit der Bronzezeit belegt) ist für die Landwirtschaft unter heutigen Bedingungen nicht mehr rentabel. Auch die verbliebenen Flächen sind nach Aufgabe der ehemaligen Nutzung, teilweise durch Verbuschung, z. B. mit Ginster, und das Aufkommen von Waldbäumen (Birken, Kiefern, in der Lüneburger Heide auch die neophytische Spätblühende Traubenkirsche (Prunus serotina)) stark gefährdet. Ein weiterer Bedrohungsfaktor ist die unbeabsichtigte Düngung durch die Luftverschmutzung (mit Stickstoffverbindungen aus Luftschadstoffen angereicherter Regen), sie führt zum Vergrasen der Heide. Aber auch bereits das Ausbleiben der traditionellen Nutzung durch Plaggenhieb und Beweidung verändert die Heide, die Besenheidebüsche vergreisen, werden struppig und sterben schließlich ab.
„Zwergstrauch-, Ginster- und Wacholderheiden“ gehören deshalb zu den nach § 30 Bundesnaturschutzgesetz in ganz Deutschland gesetzlich geschützten Biotoptypen. Nach der FFH-Richtlinie der Europäischen Union gehören „Trockene Sandheiden (der Dünen) mit Calluna und Genista“ (Code 2310) und „Trockene Sandheiden (der Dünen) mit Calluna und Empetrum nigrum“ (Code 2320), „Feuchte Heiden des nordatlantischen Raumes mit Erica tetralix“ (Code 4010), „Trockene europäische Heiden“ (Code 4030) und „Alpine and boreale Heiden“ (Code 4060) zu den „natürlichen Lebensraumtypen von gemeinschaftlichen Interesse, für deren Erhaltung besondere Schutzgebiete ausgewiesen werden müssen“ des Anhangs 1, also zu den sog. Natura-2000-Gebieten.
Zur Erhaltung der Heiden ist das reine Ausweisen von Schutzgebieten als alleinige Maßnahme noch nicht ausreichend. Als nutzungsabhängige „Halbkultur-Formationen“ benötigen sie die traditionelle Nutzung, oder, wo diese nicht mehr möglich oder unrentabel geworden ist, eine angepasste Pflege. Durch Verbiss von Schafen (meist der genügsamen traditionellen Rasse Heidschnucke) wird in einigen Bereichen für den Fortbestand der gefährdeten Biotoptypen gesorgt. Auch durch Entkusselung wird der Verbuschung der Flächen vorgebeugt.